# Alphabus
Pour les articles homonymes, voir Alphabus (homonymie).
Alphabus est une émission de télévision québécoise pour enfants de 28 minutes produite par Chrono Productions en association avec la CNPD et diffusée à partir du 3 septembre 1990 sur le Canal Famille. L'émission est constituée de 39 épisodes créés par l'auteur Pierre Mathieu. Elle prend fin en 1992 mais continue d'être rediffusée sur le Canal Famille jusqu'en juin 1994. L'émission est ensuite rediffusée brièvement pour un mois à 11:30 les matins de la semaine sur le réseau TQS de septembre à octobre 1995,.
Alphabus marque le début de la carrière de Guy Jodoin.

## Distribution
- Guy Jodoin : Alphabus
- Michel Cailloux : Michel le Magicien
- Lysane Gendron : Alphabelle
- Angèle Arsenault : Ticotine

## Fiche technique
- Réalisation : Maurice Falardeau
- Scénarisation : Michel Cailloux
- Producteur : Jean-Yves de Banville
- Producteur exécutif : Jean Huppé
- Société de production : Groupe ECP